# Francisco de Paula Bringas y Bringas

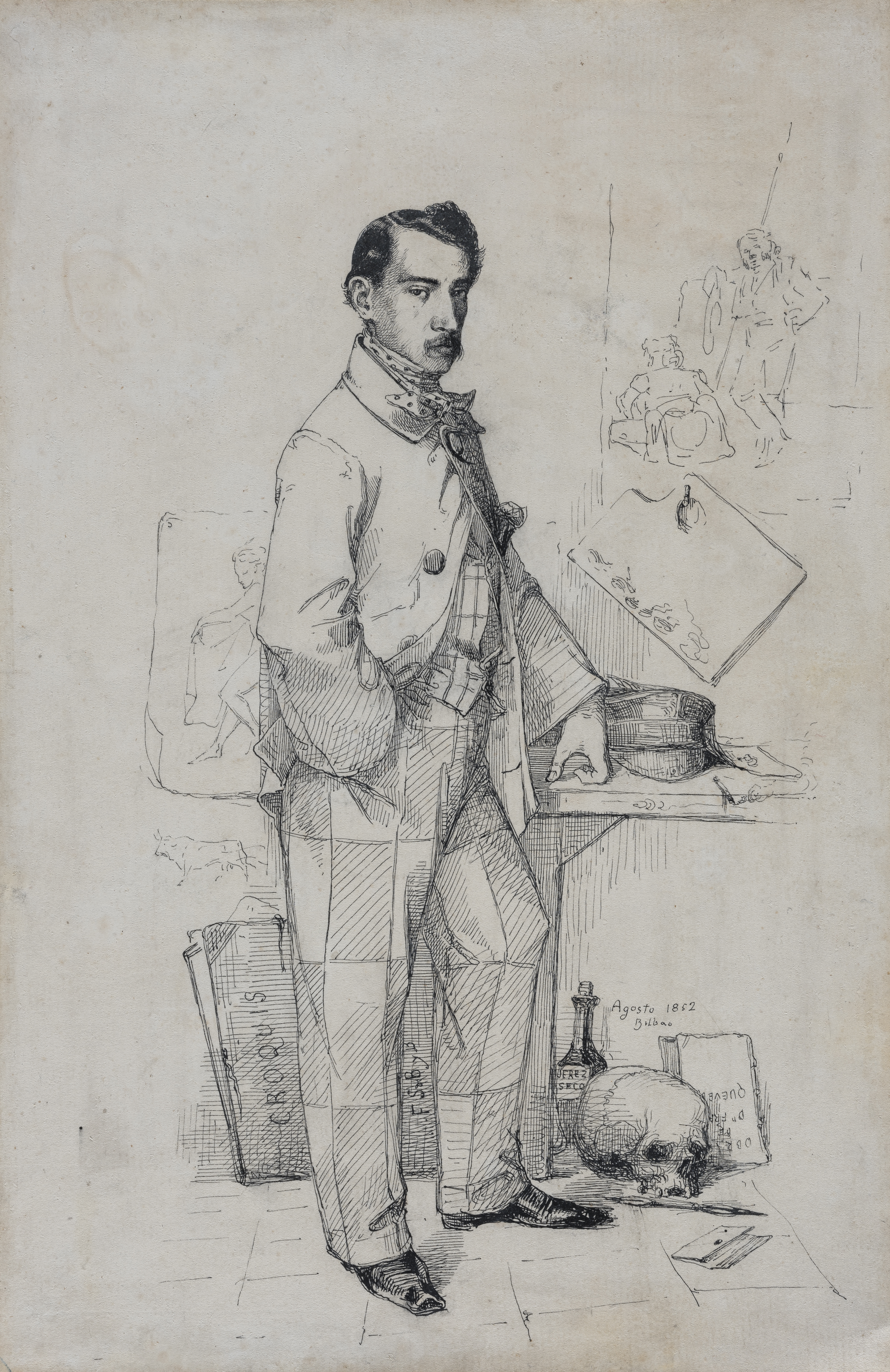
Bringas y Bringas, en un autorretrato fechado en 1852

Francisco de Paula Bringas y Bringas (Ciudad de México, 1827-Bilbao, 1855) fue un pintor español.

## Biografía

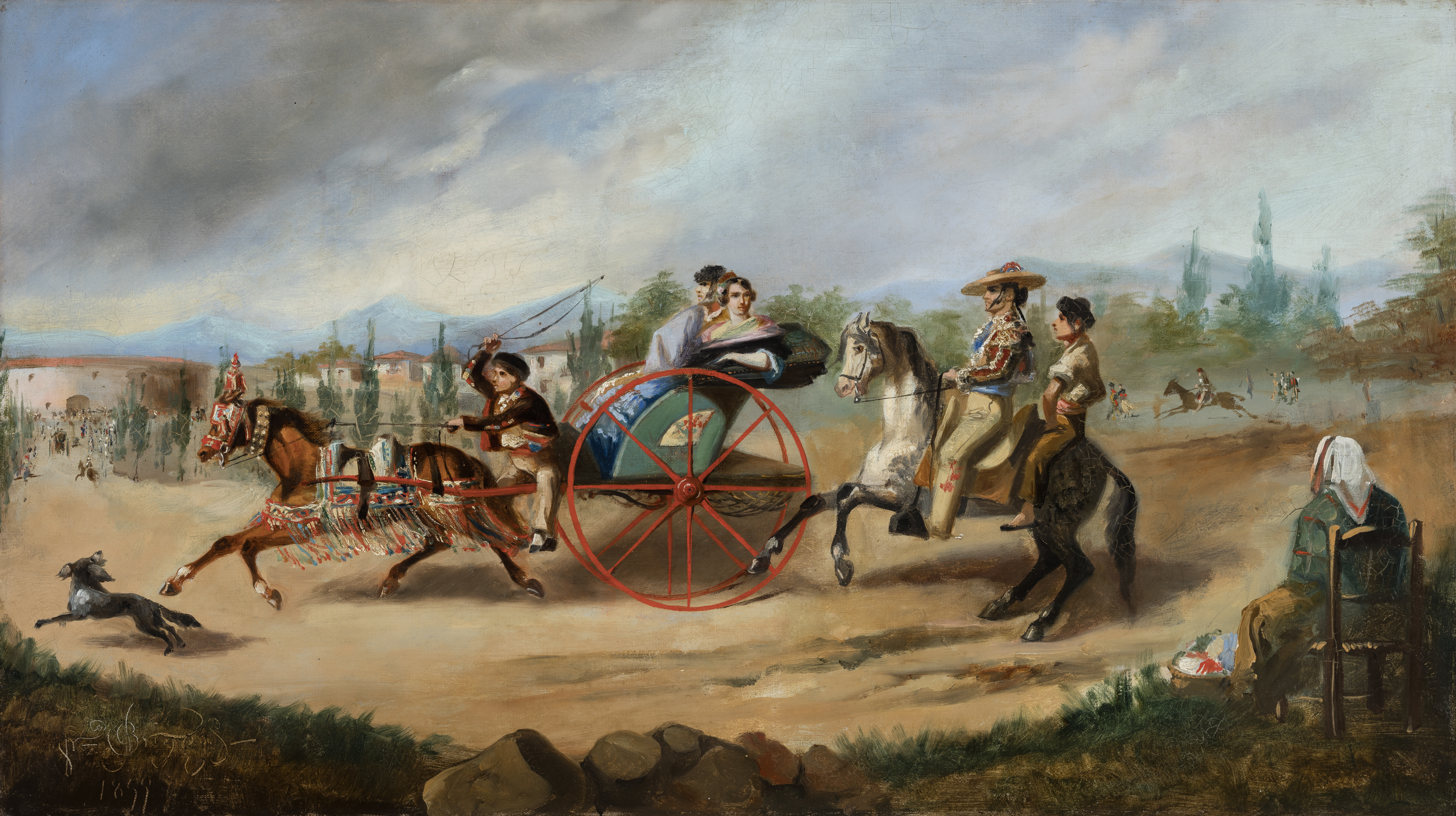
¡A los toros!, cuadro pintado por Bringas y Bringas en 1849 y conservado en el Museo de Bellas Artes de Bilbao

Pintor de género, nació en la Ciudad de México el 1 de junio de 1827 y se trasladó a España en el año inmediato en compañía de sus padres. De niño demostró disposición para el dibujo, y bajo la dirección de Pablo Bausac, pintor establecido en Bilbao, trabajó muy joven en algunas copias y retratos al óleo. Desde 1818 a 1850 completó en Madrid su educación en las clases de la Academia de San Fernando. Se dedicó Bringas indistintamente al dibujo a la pluma y a la pintura, al óleo y aguada. Pintó grupos y costumbres de aldeanos vizcaínos, tipos andaluces, caricaturas y escenas de las corridas de toros, de cuyas suertes publicó un álbum litográfico. Participó también en la pintura decorativa de la sala del teatro de Bilbao y otras de casas particulares. Su quebrantada salud le hizo trasladarse a Aguas-Buenas (Francia), donde a pesar de la gravedad de su estado, entretuvo sus ocios pintando a la aguada costumbres de los Pirineos, que fueron sus últimos trabajos. Falleció en Bilbao el 16 de octubre de 1855.
El Boletín de Comercio de Bilbao anunciaba su muerte en los siguientes términos:

«Ayer noche, á las nueve en punto, exhalaba el último suspiro en nuestros brazos el excelente artista D. Francisco Bringas. Joven de no calculables esperanzas, pues apénas frisaba en los veintiocho años, y con una imaginación lozana y atrevida, su pincel lo superaba todo, porque era fácil y ameno, ya recorriendo la tierna y dolorosa escena de la composición religiosa, como el sarcástico y punzante epigrama social. Pero en donde brilló el lápiz del amigo que lloramos, fué en las Exposiciones llamadas de género, en las que creemos que ninguno como él ha pintado escenas de toros, costumbres andaluzas y tipos vascongados. Este último género nunca se cultivó con tanto acierto, y podemos asegurar que las pocas composiciones que nos restan, son verdaderas obras maestras en su clase. Bringas, pues, ha sido el más famoso pintor de nuestras costumbres en los antiguos y modernos tiempos. Su vena feliz le llamaba también hácia la caricatura. ¿Desconocen por ventura nuestros aficionados los excelentes bocetos y apuntes que tantas veces han corrido por sus manos? ¿Quién le ha disputado la gloria de ese género? Deja una multitud de trabajos en poder de sus amigos, y nosotros nos enorgullecemos de no poseer la menor parte.»
Boletín de Comercio (17 de octubre de 1855)